# Brahmina macrophylla
Brahmina macrophylla är en skalbaggsart som beskrevs av Moser 1913. Brahmina macrophylla ingår i släktet Brahmina och familjen Melolonthidae. Inga underarter finns listade.